# Pimoa shoja
Espèce
Pimoa shoja est une espèce d'araignées aranéomorphes de la famille des Pimoidae.

## Distribution
Cette espèce est endémique d'Himachal Pradesh en Inde,. Elle se rencontre vers Shoja.

## Description
Le mâle holotype mesure 7,10 mm et la femelle paratype 11,17 mm.

## Étymologie
Son nom d'espèce lui a été donné en référence au lieu de sa découverte, Shoja.

## Publication originale
- Lin, Marusik, Gao, Xu, Zhang, Wang, Zhu & Li, 2021 : « Twenty-three new spider species (Arachnida: Araneae) from Asia. » Zoological Systematics, vol. 46, no 2, p. 91-152.